# ICD-10 第13章:筋骨格系および結合組織の疾患
本項は、『疾病及び関連保健問題の国際統計分類』第10版（ICD-10）の「第13章:筋骨格系および結合組織の疾患」の一覧である。

## M00-M99 - 筋骨格系及び結合組織の疾患

### (M00-M25)　関節障害
- M00-M03　感染性関節障害
- M00　化膿性関節炎
  - M00.0　ブドウ球菌性(多発性)関節炎
  - M00.1　肺炎球菌性(多発性)関節炎
  - M00.2　その他のレンサ球菌性(多発性)関節炎
  - M00.8　その他の明示された病原体による(多発性)関節炎
  - M00.9　化膿性関節炎，詳細不明
- M01　他に分類される感染症及び寄生虫症における関節の直接感染症
  - M01.0　髄膜炎菌性関節炎
  - M01.1　結核性関節炎
  - M01.2　ライム病における関節炎
  - M01.3　他に分類されるその他の細菌性疾患における関節炎
  - M01.4　風疹性関節炎
  - M01.5　他に分類されるその他のウイルス疾患における関節炎
  - M01.6　真菌症における関節炎
  - M01.8　他に分類されるその他の感染症及び寄生虫症における関節炎
- M02　反応性関節障害
  - M02.0　腸バイパスに続発する関節障害
  - M02.1　赤痢後関節障害
  - M02.2　予防接種後関節障害
  - M02.3　ライター病
  - M02.8　その他の反応性関節障害
  - M02.9　反応性関節障害，詳細不明
- M03　他に分類される疾患における感染後関節障害及び反応性関節障害
  - M03.0　髄膜炎菌感染後関節炎
  - M03.1　梅毒における感染後関節障害
  - M03.2　他に分類される疾患におけるその他の感染後関節障害
  - M03.6　他に分類されるその他の疾患における反応性関節障害
- M05-M14　炎症性多発性関節障害
- M05　血清反応陽性関節リウマチ
  - M05.0　フェルティー症候群
  - M05.1　リウマチ性肺疾患
  - M05.2　リウマチ性血管炎
  - M05.3　その他の臓器及び器官系の併発症を伴う関節リウマチ
  - M05.8　その他の血清反応陽性関節リウマチ
  - M05.9　血清反応陽性関節リウマチ，詳細不明
- M06　その他の関節リウマチ
  - M06.0　血清反応陰性関節リウマチ
  - M06.1　成人発症スチル病
  - M06.2　リウマチ性滑液包炎
  - M06.3　リウマチ性皮下結節
  - M06.4　炎症性多発性関節障害
  - M06.8　その他の明示された関節リウマチ
  - M06.9　関節リウマチ，詳細不明
- M07　乾せん<癬>性及び腸病(性)関節障害
  - M07.0　遠位指<趾>節間関節乾せん<癬>性関節障害
  - M07.1　破壊性関節炎
  - M07.2　乾せん<癬>性脊椎炎
  - M07.3　その他の乾せん<癬>性関節障害
  - M07.4　クローン病[限局性腸炎]における関節障害
  - M07.5　潰瘍性大腸炎における関節障害
  - M07.6　その他の腸病(性)関節障害
- M08　若年性関節炎
  - M08.0　若年性関節リウマチ
  - M08.1　若年性強直性脊椎炎
  - M08.2　全身性発症を伴う若年性関節炎[スチル病]
  - M08.3　若年性多発性関節炎(血清反応陰性)
  - M08.4　少関節型若年性関節炎
  - M08.8　その他の若年性関節炎
  - M08.9　若年性関節炎，詳細不明
- M09　他に分類される疾患における若年性関節炎
  - M09.0　乾せん<癬>における若年性関節炎
  - M09.1　クローン病[限局性腸炎]における若年性関節炎
  - M09.2　潰瘍性大腸炎における若年性関節炎
  - M09.8　他に分類されるその他の疾患における若年性関節炎
- M10　痛風
  - M10.0　特発性痛風
  - M10.1　鉛誘発性痛風
  - M10.2　薬物誘発性痛風
  - M10.3　腎機能障害による痛風
  - M10.4　その他の続発性痛風
  - M10.9　痛風，詳細不明
- M11　その他の結晶性関節障害
  - M11.0　ハイドロオキシアパタイト沈着症
  - M11.1　家族性軟骨石灰化症
  - M11.2　その他の軟骨石灰化症
  - M11.8　その他の明示された結晶性関節障害
  - M11.9　結晶性関節障害，詳細不明
- M12　その他の明示された関節障害
  - M12.0　リウマチ熱後慢性関節障害[ジャクー病]
  - M12.1　カシン・ベック病
  - M12.2　絨毛結節性滑膜炎(色素性)
  - M12.3　回帰性リウマチ
  - M12.4　間欠性関節水腫
  - M12.5　外傷性関節障害
  - M12.8　その他の明示された関節障害，他に分類されないもの
- M13　その他の関節炎
  - M13.0　多発性関節炎，詳細不明
  - M13.1　単(発性)関節炎，他に分類されないもの
  - M13.8　その他の明示された関節炎
  - M13.9　関節炎，詳細不明
- M14　他に分類されるその他の疾患における関節障害
  - M14.0　酵素欠損及びその他の遺伝性障害による痛風性関節障害
  - M14.1　その他の代謝障害における結晶性関節障害
  - M14.2　 糖尿病性関節障害
  - M14.3　リポイド皮膚関節炎
  - M14.4　アミロイドーシス<アミロイド症>における関節障害
  - M14.5　その他の内分泌、栄養及び代謝障害における関節障害
  - M14.6　神経障害性関節障害
  - M14.8　他に分類されるその他の明示された疾患における関節障害
- M15-M19　関節症
- M15　多発性関節症
  - M15.0　原発性全身性(骨)関節症
  - M15.1　ヘバーデン結節(関節障害を伴うもの)
  - M15.2　ブシャール結節(関節障害を伴うもの)
  - M15.3　続発性多発性関節症
  - M15.4　びらん性(骨)関節症
  - M15.8　その他の多発性関節症
  - M15.9　多発性関節症，詳細不明
- M16　股関節症[股関節部の関節症]
  - M16.0　原発性股関節症，両側性
  - M16.1　その他の原発性股関節症
  - M16.2　形成不全の結果としての股関節症，両側性
  - M16.3　その他の形成不全性股関節症
  - M16.4　外傷後股関節症，両側性
  - M16.5　その他の外傷後股関節症
  - M16.6　その他の続発性股関節症，両側性
  - M16.7　その他の続発性股関節症
  - M16.9　股関節症，詳細不明
- M17　膝関節症[膝の関節症]
  - M17.0　原発性膝関節症，両側性
  - M17.1　その他の原発性膝関節症
  - M17.2　外傷後膝関節症，両側性
  - M17.3　その他の外傷後膝関節症
  - M17.4　その他の続発性膝関節症，両側性
  - M17.5　その他の続発性膝関節症
  - M17.9　膝関節症，詳細不明
- M18　第１手根中手関節の関節症
  - M18.0　第１手根中手関節の原発性関節症，両側性
  - M18.1　第１手根中手関節のその他の原発性関節症
  - M18.2　第１手根中手関節の外傷後関節症，両側性
  - M18.3　第１手根中手関節のその他の外傷後関節症
  - M18.4　第１手根中手関節のその他の続発性関節症，両側性
  - M18.5　第１手根中手関節のその他の続発性関節症
  - M18.9　第１手根中手関節の関節症，詳細不明
- M19　その他の関節症
  - M19.0　その他の関節の原発性関節症
  - M19.1　その他の関節の外傷後関節症
  - M19.2　その他の続発性関節症
  - M19.8　その他の明示された関節症
  - M19.9　関節症，詳細不明
- M20-M25　その他の関節障害
- M20　指及び趾<足ゆび>の後天性変形
  - M20.0　指の変形
  - M20.1　外反母趾(後天性)
  - M20.2　強剛母趾
  - M20.3　母趾のその他の変形(後天性)
  - M20.4　その他のつち<槌>(状)趾<足ゆび>(後天性)
  - M20.5　趾<足ゆび>のその他の変形(後天性)
  - M20.6　趾<足ゆび>の後天性変形，詳細不明
- M21　(四)肢のその他の後天性変形
  - M21.0　外反変形，他に分類されないもの
  - M21.1　内反変形，他に分類されないもの
  - M21.2　屈曲変形
  - M21.3　下垂手又は下垂足(後天性)
  - M21.4　扁平足(後天性)
  - M21.5　後天性わし<鷲>手，内反手，鉤爪足及び内反足
  - M21.6　足首及び足のその他の後天性変形
  - M21.7　(四)肢不等長(後天性)
  - M21.8　(四)肢のその他の明示された後天性変形
  - M21.9　(四)肢の後天性変形，詳細不明
- M22　膝蓋骨の障害
  - M22.0　膝蓋骨の反復性脱臼
  - M22.1　膝蓋骨の反復性亜脱臼
  - M22.2　膝蓋大腿障害
  - M22.3　膝蓋骨のその他の関節内障
  - M22.4　膝蓋軟骨軟化症
  - M22.8　膝蓋骨のその他の障害
  - M22.9　膝蓋骨の障害，詳細不明
- M23　膝内障
  - M23.0　半月のう<嚢>腫
  - M23.1　円板状半月(先天性)
  - M23.2　陳旧性裂傷又は損傷による半月の内障
  - M23.3　その他の関節半月の内障
  - M23.4　膝(関節)内遊離体
  - M23.5　膝の慢性不安定症
  - M23.6　膝の靱帯のその他の特発性離断
  - M23.8　その他の膝内障
  - M23.9　膝内障，詳細不明
- M24　その他の明示された関節内障
  - M24.0　関節内遊離体
  - M24.1　その他の関節軟骨障害
  - M24.2　靱帯の障害
  - M24.3　関節の病的脱臼及び亜脱臼，他に分類されないもの
  - M24.4　関節の反復性脱臼及び亜脱臼
  - M24.5　関節拘縮
  - M24.6　関節強直
  - M24.7　股臼底突出(症)
  - M24.8　その他の明示された関節内障，他に分類されないもの
  - M24.9　関節内障，詳細不明
- M25　その他の関節障害，他に分類されないもの
  - M25.0　出血性関節症
  - M25.1　関節の瘻(孔)
  - M25.2　動揺関節
  - M25.3　関節のその他の不安定症
  - M25.4　関節滲出液貯留
  - M25.5　関節痛
  - M25.6　関節硬直，他に分類されないもの
  - M25.7　骨棘
  - M25.8　その他の明示された関節障害
  - M25.9　関節障害，詳細不明

### (M30-M36)　全身性結合組織障害
- M30　結節性多発(性)動脈炎及び関連病態
  - M30.0　結節性多発(性)動脈炎
  - M30.1　肺の併発症を伴う多発(性)動脈炎[チャウグ・シュトラウス症候群]
  - M30.2　若年性多発(性)動脈炎
  - M30.3　皮膚粘膜リンパ節症候群[川崎病]
  - M30.8　結節性多発(性)動脈炎に関連するその他の病態
- M31　その他のえ<壊>死性血管障害
  - M31.0　過敏性血管炎
  - M31.1　血栓性微小血管障害
  - M31.2　致死性え<壊>疽性鼻炎<特発性鼻え<壊>疽>
  - M31.3　ウェゲ<ジ>ナー肉芽腫症
  - M31.4　大動脈弓症候群[高安病]
  - M31.5　リウマチ性多発筋痛症を伴う巨細胞性動脈炎
  - M31.6　その他の巨細胞(性)動脈炎
  - M31.8　その他の明示されたえ<壊>死性血管障害
  - M31.9　え<壊>死性血管障害，詳細不明
- M32　全身性エリテマトーデス<紅斑性狼瘡><ＳＬＥ>
  - M32.0　薬物誘発性全身性エリテマトーデス<紅斑性狼瘡><ＳＬＥ>
  - M32.1　臓器又は器官系の併発症を伴う全身性エリテマトーデス<紅斑性狼瘡><ＳＬＥ>
  - M32.8　その他の型の全身性エリテマトーデス<紅斑性狼瘡><ＳＬＥ>
  - M32.9　全身性エリテマトーデス<紅斑性狼瘡><ＳＬＥ>，詳細不明
- M33　皮膚（多発性）筋炎
  - M33.0　若年性皮膚筋炎
  - M33.1　その他の皮膚筋炎
  - M33.2　多発性筋炎
  - M33.9　皮膚(多発性)筋炎，詳細不明
- M34　全身性硬化症
  - M34.0　全身性進行性硬化症
  - M34.1　クレスト<ＣＲ(Ｅ)ＳＴ>症候群
  - M34.2　薬物及び化学物質誘発による全身性硬化症
  - M34.8　その他の型の全身性硬化症
  - M34.9　全身性硬化症，詳細不明
- M35　その他の全身性結合組織疾患
  - M35.0　乾燥症候群[シェーグレン症候群]
  - M35.1　その他の重複症候群
  - M35.2　ベーチェット病
  - M35.3　リウマチ性多発筋痛症
  - M35.4　びまん性(好酸球増加性)筋膜炎
  - M35.5　多巣性線維性硬化症
  - M35.6　再発性<反復性>皮下脂肪組織炎[ウェーバー・クリスチャン病]
  - M35.7　過度<剰>運動性症候群
  - M35.8　その他の明示された全身性結合組織疾患
  - M35.9　全身性結合組織疾患，詳細不明
- M36　他に分類される疾患における全身性結合組織障害
  - M36.0　新生物性疾患における皮膚(多発)筋炎
  - M36.1　新生物性疾患における関節症
  - M36.2　血友病性関節障害
  - M36.3　その他の血液障害における関節障害
  - M36.4　他に分類される過敏反応における関節障害
  - M36.8　他に分類されるその他の疾患における全身性結合組織障害

### (M40-M54)　脊柱障害
- M40-M43　変形性脊柱障害
- M40　(脊柱)後弯(症)及び(脊柱)前弯(症)
  - M40.0　姿勢性(脊柱)後弯(症)
  - M40.1　その他の続発性(脊柱)後弯(症)
  - M40.2　その他及び詳細不明の(脊柱)後弯(症)
  - M40.3　平背症候群
  - M40.4　その他の(脊柱)前弯(症)
  - M40.5　(脊柱)前弯(症)，詳細不明
- M41　(脊柱)側弯(症)
  - M41.0　乳児特発性(脊柱)側弯(症)
  - M41.1　若年性特発性(脊柱)側弯(症)
  - M41.2　その他の特発性(脊柱)側弯(症)
  - M41.3　胸郭原性(脊柱)側弯(症)
  - M41.4　神経筋性(脊柱)側弯(症)
  - M41.5　その他の続発性(脊柱)側弯(症)
  - M41.8　その他の型の(脊柱)側弯(症)
  - M41.9　(脊柱)側弯(症)，詳細不明
- M42　脊椎骨軟骨症<骨端症>
  - M42.0　若年性脊椎骨軟骨症<骨端症>
  - M42.1　成人脊椎骨軟骨症<骨端症>
  - M42.9　脊椎骨軟骨症<骨端症>，詳細不明
- M43　その他の変形性脊柱障害
  - M43.0　脊椎分離症
  - M43.1　脊椎すべり症
  - M43.2　その他の脊椎(骨)癒合
  - M43.3　ミエロパチ<シ>ー<脊髄障害>を伴う反復性環軸関節亜脱臼
  - M43.4　その他の反復性環軸関節亜脱臼
  - M43.5　その他の反復性椎骨亜脱臼
  - M43.6　斜頚
  - M43.8　その他の明示された変形性脊柱障害
  - M43.9　変形性脊柱障害，詳細不明
- M45-M49　脊椎障害
- M45　強直性脊椎炎
- M46　その他の炎症性脊椎障害
  - M46.0　脊椎の腱(靱帯)付着部症
  - M46.1　仙腸骨炎，他に分類されないもの
  - M46.2　椎骨の骨髄炎
  - M46.3　椎間板の感染症(化膿性)
  - M46.4　椎間板炎，詳細不明
  - M46.5　その他の感染性脊椎障害
  - M46.8　その他の明示された炎症性脊椎障害
  - M46.9　炎症性脊椎障害，詳細不明
- M47　脊椎症
  - M47.0　前脊髄動脈及び椎骨動脈圧迫症候群
  - M47.1　ミエロパチ<シ>ー<脊髄障害>を伴うその他の脊椎症
  - M47.2　神経根障害を伴うその他の脊椎症
  - M47.8　その他の脊椎症
  - M47.9　脊椎症，詳細不明
- M48　その他の脊椎障害
  - M48.0　脊柱管狭窄(症)
  - M48.1　強直性脊椎骨増殖(肥厚)症[フォレスチエ病]
  - M48.2　棘突起接触(症)
  - M48.3　外傷性脊椎障害
  - M48.4　椎骨の疲労骨折
  - M48.5　圧潰脊椎，他に分類されないもの
  - M48.8　その他の明示された脊椎障害
  - M48.9　脊椎障害，詳細不明
- M49　他に分類される疾患における脊椎障害
  - M49.0　脊椎結核(Ａ18.0†)
  - M49.1　ブルセラ症性脊椎炎
  - M49.2　腸内細菌性脊椎炎
  - M49.3　他に分類されるその他の感染症及び寄生虫症における脊椎障害
  - M49.4　神経障害性脊椎障害
  - M49.5　他に分類される疾患における圧潰脊椎
  - M49.8　他に分類されるその他の疾患における脊椎障害
- M50-M54　その他の脊柱障害
- M50　頚部椎間板障害
  - M50.0　頚部椎間板障害，ミエロパチ<シ>ー<脊髄障害>を伴うもの
  - M50.1　頚部椎間板障害，神経根障害を伴うもの
  - M50.2　その他の頚部椎間板ヘルニア<変位>
  - M50.3　その他の頚部椎間板変性(症)
  - M50.8　その他の頚部椎間板障害
  - M50.9　頚部椎間板障害，詳細不明
- M51　その他の椎間板障害
  - M51.0　腰部及びその他の部位の椎間板障害，ミエロパチ<シ>ー<脊髄障害>を伴うもの
  - M51.1　腰部及びその他の部位の椎間板障害，神経根障害を伴うもの
  - M51.2　その他の明示された椎間板ヘルニア<変位>
  - M51.3　その他の明示された椎間板変性(症)
  - M51.4　シュモール結節
  - M51.8　その他の明示された椎間板障害
  - M51.9　椎間板障害，詳細不明
- M53　その他の脊柱障害，他に分類されないもの
  - M53.0　頚頭蓋症候群
  - M53.1　頚腕症候群
  - M53.2　脊椎不安定(症)
  - M53.3　仙骨尾骨障害，他に分類されないもの
  - M53.8　その他の明示された脊柱障害
  - M53.9　脊柱障害，詳細不明
- M54　背部痛
  - M54.0　頚部及び背部を障害する皮下脂肪組織炎
  - M54.1　神経根障害
  - M54.2　頚部痛
  - M54.3　坐骨神経痛
  - M54.4　坐骨神経痛を伴う腰痛症
  - M54.5　下背部痛
  - M54.6　胸椎の疼痛
  - M54.8　その他の背部痛
  - M54.9　背部痛，詳細不明

### (M60-M79)　軟部組織障害
- M60-M63　筋障害
- M60　筋炎
  - M60.0　感染性筋炎
  - M60.1　間質性筋炎
  - M60.2　軟部組織の異物肉芽腫，他に分類されないもの
  - M60.8　その他の筋炎
  - M60.9　筋炎，詳細不明
- M61　筋の石灰化及び骨化
  - M61.0　外傷性骨化性筋炎
  - M61.1　進行性骨化性筋炎
  - M61.2　筋の麻痺性石灰化及び骨化
  - M61.3　熱傷に伴う筋の石灰化及び骨化
  - M61.4　筋のその他の石灰化
  - M61.5　筋のその他の骨化
  - M61.9　筋の石灰化及び骨化，詳細不明
- M62　その他の筋障害
  - M62.0　筋離解
  - M62.1　その他の筋断裂(非外傷性)
  - M62.2　筋の阻血性梗塞
  - M62.3　移動不能症候群(対麻痺性)
  - M62.4　筋拘縮
  - M62.5　筋の消耗及び萎縮，他に分類されないもの
  - M62.6　筋ストレイン
  - M62.8　その他の明示された筋障害
  - M62.9　筋障害，詳細不明
- M63　他に分類される疾患における筋障害
  - M63.0　他に分類される細菌性疾患における筋炎
  - M63.1　他に分類される原虫及び寄生虫感染症における筋炎
  - M63.2　他に分類されるその他の感染症における筋炎
  - M63.3　サルコイドーシスにおける筋炎
  - M63.8　他に分類される疾患におけるその他の筋障害
- M65-M68　滑膜及び腱の障害
- M65　滑膜炎及び腱鞘炎
  - M65.0　腱鞘の膿瘍
  - M65.1　その他の感染性(腱)滑膜炎<腱鞘炎>
  - M65.2　石灰(性)腱炎
  - M65.3　ばね<弾発>指
  - M65.4　橈骨茎状突起腱鞘炎[ドゥ ケルバン病]
  - M65.8　その他の滑膜炎及び腱鞘炎
  - M65.9　滑膜炎及び腱鞘炎，詳細不明
- M66　滑膜及び腱の特発性断裂
  - M66.0　膝窩(部)のう<嚢>胞の破裂
  - M66.1　滑膜の断裂
  - M66.2　伸筋腱の特発性断裂
  - M66.3　屈筋腱の特発性断裂
  - M66.4　その他の腱の特発性断裂
  - M66.5　詳細不明の腱の特発性断裂
- M67　滑膜及び腱のその他の障害
  - M67.0　短アキレス腱(後天性)
  - M67.1　その他の腱(鞘)拘縮
  - M67.2　滑膜肥大<肥厚>，他に分類されないもの
  - M67.3　一過性滑膜炎
  - M67.4　ガングリオン
  - M67.8　滑膜及び腱のその他の明示された障害
  - M67.9　滑膜及び腱の障害，詳細不明
- M68　他に分類される疾患における滑膜及び腱の障害
  - M68.0　他に分類される細菌性疾患における滑膜炎及び腱滑膜炎
  - M68.8　他に分類される疾患における滑膜及び腱のその他の障害
- M70-M79　その他の軟部組織障害
- M70　使用，使い過ぎ及び圧迫に関連する軟部組織障害
  - M70.0　手及び手首の慢性捻髪性滑膜炎
  - M70.1　手の滑液包炎
  - M70.2　肘頭滑液包炎
  - M70.3　肘のその他の滑液包炎
  - M70.4　膝蓋前部滑液包炎
  - M70.5　膝のその他の滑液包炎
  - M70.6　転子滑液包炎
  - M70.7　股関節部のその他の滑液包炎
  - M70.8　使用，使い過ぎ及び圧迫に関連するその他の軟部組織障害
  - M70.9　使用，使い過ぎ及び圧迫に関連する詳細不明の軟部組織障害
- M71　その他の滑液包障害
  - M71.0　滑液包の膿瘍
  - M71.1　その他の感染性滑液包炎
  - M71.2　膝窩部滑膜のう<嚢>腫[ベーカーのう<嚢>腫]
  - M71.3　その他の滑液のう<嚢>腫
  - M71.4　滑液包石灰沈着(症)
  - M71.5　その他の滑液包炎，他に分類されないもの
  - M71.8　その他の明示された滑液包障害
  - M71.9　滑液包障害，詳細不明
- M72　線維芽細胞性障害
  - M72.0　手掌腱膜線維腫症[デュピュイトラン拘縮]
  - M72.1　ナックルパッド
  - M72.2　足底腱膜線維腫症
  - M72.4　偽肉腫性線維腫症
  - M72.6　え<壊>死性筋膜炎
  - M72.8　その他の線維芽細胞性障害
  - M72.9　線維芽細胞性障害，詳細不明
- M73　他に分類される疾患における軟部組織障害
  - M73.0　淋菌性滑液包炎
  - M73.1　梅毒性滑液包炎
  - M73.8　他に分類される疾患におけるその他の軟部組織障害
- M75　肩の傷害<損傷>
  - M75.0　癒着性肩関節包炎
  - M75.1　回旋腱板症候群
  - M75.2　二頭筋腱炎
  - M75.3　肩の石灰(性)腱炎
  - M75.4　肩のインピンジメント症候群
  - M75.5　肩の滑液包炎
  - M75.8　その他の肩の傷害<損傷>
  - M75.9　肩の傷害<損傷>，詳細不明
- M76　下肢の腱(靱帯)付着部症，足を除く
  - M76.0　殿筋腱炎
  - M76.1　腰筋腱炎
  - M76.2　腸骨稜棘
  - M76.3　腸脛靱帯症候群
  - M76.4　内側側副滑液包炎[ペレグリニ・スチーダ病]
  - M76.5　膝蓋骨腱炎
  - M76.6　アキレス腱炎
  - M76.7　腓骨腱炎
  - M76.8　下肢のその他の腱(靱帯)付着部症，足を除く
  - M76.9　下肢の腱(靱帯)付着部症，詳細不明
- M77　その他の腱(靱帯)付着部症
  - M77.0　内側上顆炎
  - M77.1　外側上顆炎
  - M77.2　手首の関節周囲炎
  - M77.3　踵骨棘
  - M77.4　中足骨痛症
  - M77.5　足のその他の腱(靱帯)付着部症
  - M77.8　その他の腱(靱帯)付着部症，他に分類されないもの
  - M77.9　腱(靱帯)付着部症，詳細不明
- M79　その他の軟部組織障害，他に分類されないもの
  - M79.0　リウマチ，詳細不明
  - M79.1　筋(肉)痛
  - M79.2　神経痛及び神経炎，詳細不明
  - M79.3　皮下脂肪組織炎，詳細不明
  - M79.4　(膝蓋下)脂肪体の肥大<肥厚>
  - M79.5　軟部組織内の残留異物
  - M79.6　(四)肢痛
  - M79.8　その他の明示された軟部組織障害
  - M79.9　軟部組織障害，詳細不明

### (M80-M94)　骨障害及び軟骨障害
- M80-M85　骨の密度及び構造の障害
- M80　骨粗しょう<鬆>症<オステオポローシス>，病的骨折を伴うもの
  - M80.0　閉経後骨粗しょう<鬆>症<オステオポローシス>，病的骨折を伴うもの
  - M80.1　卵巣摘出(術)後骨粗しょう<鬆>症<オステオポローシス>，病的骨折を伴うもの
  - M80.2　廃用性骨粗しょう<鬆>症<オステオポローシス>，病的骨折を伴うもの
  - M80.3　術後吸収不良性骨粗しょう<鬆>症<オステオポローシス>，病的骨折を伴うもの
  - M80.4　薬物誘発性骨粗しょう<鬆>症<オステオポローシス>，病的骨折を伴うもの
  - M80.5　特発性骨粗しょう<鬆>症<オステオポローシス>，病的骨折を伴うもの
  - M80.8　その他の骨粗しょう<鬆>症<オステオポローシス>，病的骨折を伴うもの
  - M80.9　詳細不明の骨粗しょう<鬆>症<オステオポローシス>，病的骨折を伴うもの
- M81　骨粗しょう<鬆>症<オステオポローシス>，病的骨折を伴わないもの
  - M81.0　閉経後骨粗しょう<鬆>症<オステオポローシス>
  - M81.1　卵巣摘出(術)後骨粗しょう<鬆>症<オステオポローシス>
  - M81.2　廃用性骨粗しょう<鬆>症<オステオポローシス>
  - M81.3　術後吸収不良性骨粗しょう<鬆>症<オステオポローシス>
  - M81.4　薬物誘発性骨粗しょう<鬆>症<オステオポローシス>
  - M81.5　特発性骨粗しょう<鬆>症<オステオポローシス>
  - M81.6　限局性骨粗しょう<鬆>症<オステオポローシス>
  - M81.8　その他の骨粗しょう<鬆>症<オステオポローシス>
  - M81.9　骨粗しょう<鬆>症<オステオポローシス>，詳細不明
- M82　他に分類される疾患における骨粗しょう<鬆>症<オステオポローシス>
  - M82.0　多発性骨髄腫症における骨粗しょう<鬆>症<オステオポローシス>(Ｃ90.0†)
  - M82.1　内分泌障害における骨粗しょう<鬆>症<オステオポローシス>(Ｅ00－Ｅ34†)
  - M82.8　他に分類されるその他の疾患における骨粗しょう<鬆>症<オステオポローシス>
- M83　成人骨軟化症
  - M83.0　産じょく<褥>性骨軟化症
  - M83.1　老人性骨軟化症
  - M83.2　吸収不良による成人骨軟化症
  - M83.3　栄養失調性成人骨軟化症
  - M83.4　アルミニウム骨疾患
  - M83.5　成人におけるその他の薬物誘発性骨軟化症
  - M83.8　その他の成人骨軟化症
  - M83.9　成人骨軟化症，詳細不明
- M84　骨の癒合障害
  - M84.0　骨折の変形癒合
  - M84.1　骨折の骨癒合不全[偽関節]
  - M84.2　骨折の癒合遅延
  - M84.3　疲労骨折，他に分類されないもの
  - M84.4　病的骨折，他に分類されないもの
  - M84.8　骨のその他の癒合障害
  - M84.9　骨の癒合障害，詳細不明
- M85　骨の密度及び構造のその他の障害
  - M85.0　線維性骨異形成(症)(単骨性)
  - M85.1　骨格フッ素(沈着)症
  - M85.2　頭蓋骨増殖症
  - M85.3　硬化性骨炎
  - M85.4　単発性骨のう<嚢>胞<腫>
  - M85.5　動脈瘤様骨のう<嚢>胞<腫>
  - M85.6　その他の骨のう<嚢>胞<腫>
  - M85.8　骨の密度及び構造のその他の明示された障害
  - M85.9　骨の密度及び構造の障害，詳細不明
- M86-M90　その他の骨障害
- M86　骨髄炎
  - M86.0　急性血行性骨髄炎
  - M86.1　その他の急性骨髄炎
  - M86.2　亜急性骨髄炎
  - M86.3　慢性多発性骨髄炎
  - M86.4　瘻孔を伴う慢性骨髄炎
  - M86.5　その他の慢性血行性骨髄炎
  - M86.6　その他の慢性骨髄炎
  - M86.8　その他の骨髄炎
  - M86.9　骨髄炎，詳細不明
- M87　骨え<壊>死
  - M87.0　骨の特発性無菌<腐>性え<壊>死
  - M87.1　薬物による骨え<壊>死
  - M87.2　既往の外傷による骨え<壊>死
  - M87.3　その他の続発性骨え<壊>死
  - M87.8　その他の骨え<壊>死
  - M87.9　骨え<壊>死，詳細不明
- M88　骨のパジェット<ページェット>病[変形性骨炎]
  - M88.0　頭蓋のパジェット<ページェット>病
  - M88.8　その他の骨のパジェット<ページェット>病
  - M88.9　骨のパジェット<ページェット>病，詳細不明
- M89　その他の骨障害
  - M89.0　有痛性神経異栄養症
  - M89.1　骨端線成長停止
  - M89.2　骨の発育及び成長のその他の障害
  - M89.3　骨の肥厚<大>
  - M89.4　その他の肥厚<大>性骨関節症
  - M89.5　骨溶解(症)
  - M89.6　急性灰白髄炎<ポリオ>後骨障害
  - M89.8　その他の明示された骨障害
  - M89.9　骨障害，詳細不明
- M90　他に分類される疾患における骨障害
  - M90.0　 骨結核
  - M90.1　他に分類されるその他の感染症における骨膜炎
  - M90.2　他に分類されるその他の感染症における骨障害
  - M90.3　潜函病<減圧病>における骨え<壊>死
  - M90.4　異常ヘモグロビン<血色素>症による骨え<壊>死
  - M90.5　他に分類されるその他の疾患における骨え<壊>死
  - M90.6　新生物性疾患における変形性骨炎
  - M90.7　新生物性疾患における骨折
  - M90.8　他に分類されるその他の疾患における骨障害
- M91-M94　軟骨障害
- M91　股関節及び骨盤の若年性骨軟骨症<骨端症>
  - M91.0　骨盤の若年性骨軟骨症<骨端症>
  - M91.1　大腿骨頭の若年性骨軟骨症<骨端症>[レッグ・カルヴェ・ペルテス病]
  - M91.2　扁平股
  - M91.3　偽性股関節痛
  - M91.8　股関節及び骨盤のその他の若年性骨軟骨症<骨端症>
  - M91.9　股関節及び骨盤の若年性骨軟骨症<骨端症>，詳細不明
- M92　その他の若年性骨軟骨症<骨端症>
  - M92.0　上腕骨の若年性骨軟骨症<骨端症>
  - M92.1　橈骨及び尺骨の若年性骨軟骨症<骨端症>
  - M92.2　手の若年性骨軟骨症<骨端症>
  - M92.3　上肢のその他の若年性骨軟骨症<骨端症>
  - M92.4　膝蓋骨の若年性骨軟骨症<骨端症>
  - M92.5　脛骨及び腓骨の若年性骨軟骨症<骨端症>
  - M92.6　足根骨の若年性骨軟骨症<骨端症>
  - M92.7　中足骨の若年性骨軟骨症<骨端症>
  - M92.8　その他の明示された若年性骨軟骨症<骨端症>
  - M92.9　若年性骨軟骨症<骨端症>，詳細不明
- M93　その他の骨軟骨障害
  - M93.0　大腿骨頭すべり症(非外傷性)
  - M93.1　成人のキーンベック病
  - M93.2　離断性骨軟骨炎
  - M93.8　その他の明示された骨軟骨障害
  - M93.9　骨軟骨障害，詳細不明
- M94　軟骨のその他の障害
  - M94.0　肋軟骨骨結合症候群[ティーツェ病]
  - M94.1　再発性多発軟骨炎
  - M94.2　軟骨軟化症
  - M94.3　軟骨溶解(症)
  - M94.8　軟骨のその他の明示された障害
  - M94.9　軟骨の障害，詳細不明

### (M95-M99)　筋骨格系及び結合組織のその他の障害
- M95　筋骨格系及び結合組織のその他の後天性変形
  - M95.0　鼻の後天性変形
  - M95.1　花キャベツ状耳
  - M95.2　頭部のその他の後天性変形
  - M95.3　頚部の後天性変形
  - M95.4　胸部及び肋骨の後天性変形
  - M95.5　骨盤の後天性変形
  - M95.8　筋骨格系のその他の明示された後天性変形
  - M95.9　筋骨格系の後天性変形，詳細不明
- M96　処置後筋骨格障害，他に分類されないもの
  - M96.0　骨癒合術後又は関節固定術後の偽関節
  - M96.1　椎弓切除後症候群，他に分類されないもの
  - M96.2　放射線照射後(脊柱)後弯(症)
  - M96.3　椎弓切除後(脊柱)後弯(症)
  - M96.4　術後(脊柱)前弯(症)
  - M96.5　放射線照射後(脊柱)側弯(症)
  - M96.6　整形外科的挿入物，関節プロステーシス又は骨プレートの使用後に続発する骨折
  - M96.8　その他の処置後筋骨格障害
  - M96.9　処置後筋骨格障害，詳細不明
- M99　生体力学的傷害<損傷>，他に分類されないもの
  - M99.0　分節性及び身体的機能不全
  - M99.1　亜脱臼(症)(椎骨)
  - M99.2　神経管の亜脱臼性狭窄(症)
  - M99.3　神経管の骨性狭窄(症)
  - M99.4　神経管の結合組織性狭窄(症)
  - M99.5　神経管の椎間板性狭窄(症)
  - M99.6　椎間孔の骨性又は亜脱臼性狭窄(症)
  - M99.7　椎間孔の結合組織及び椎間板性狭窄(症)
  - M99.8　その他の生体力学的傷害<損傷>
  - M99.9　生体力学的傷害<損傷>，詳細不明